# سیارک ۲۶۵۵۱
سیارک ۲۶۵۵۱ (به انگلیسی: 26551 Shenliangbo، نامگذاری:2000DS73)۲۶۵۵۱مین سیارک کشف شده‌است که در ۲۹ فوریه ۲۰۰۰ کشف شد.